# Атлетика на Летњим олимпијским играма 1900 — маратон за мушкарце
Маратонска трка за мушкарце је представљала врхунац атлетских такмичења на Олимпијским играма 1900. у Паризу. Одржана је 19. јула 1900. на стази дугој 40,26 километара. Учествовало је 14 такмичара из пет земаља. 
Победио је Мишел Теато који је представљен ка Француз. Крајем XX. века откривено је да је од био Луксембуржанин. Међународни олимпијски комитет још увек ову медаљу приписује Француској.

## Земље учеснице
- Канада (2)
- Француска (5)
- Уједињено Краљевство (4)
- САД (1)
- Шведска (2)

## Рекорди пре почетка такмичења
| Најбољи резултат на свету | непознато  | непознато     | непознато | непознато    | непознато       |
| Олимпијски рекорд         | 2'58:50(*) | Спиридон Луис | Грчка     | Атина, Грчка | 10. април 1896. |

(*) Дужина трке је износила 40,26 километара

## Освајачи медаља
|                       |                        |                    |
| Мишел Теато Француска | Емил Шампион Француска | Ернст Фаст Шведска |

## Резултати
| Место | Атлетичар                            | Време        |
| ----- | ------------------------------------ | ------------ |
|       | Мишел Теато Француска                | 2:59:45      |
|       | Емил Шампион Француска               | 3:04:17      |
|       | Ернст Фаст Шведска                   | 3:37:14      |
| 4     | Ежен Бес Француска                   | 4:00:43      |
| 5     | Артур Њутн САД                       | 4:04:12      |
| 6-7   | Дик Грант Канада                     | Непознато    |
| 6-7   | Роналд Џ. Макдоналд Канада           | Непознато    |
| —     | Огист Марше Француска                | Није завршио |
| —     | Јохан Нистрем Шведска                | Није завршио |
| —     | Јон Пул Уједињено Краљевство         | Није завршио |
| —     | Фредерик Рендал Уједињено Краљевство | Није завршио |
| —     | Вилијам Соард Уједињено Краљевство   | Није завршио |
| —     | Жорж Туке-Дони Француска             | Није завршио |
| —     | В. Тејлор Уједињено Краљевство       | Није завршио |

Маратонска трка је почела у 14:30 часова. Трчало се улицама Париза на температури од скоро 40 С°. Стартовало је тринаест тркача. Трку је повео Француз Туке-Дони и водио све док није одустао, онда вођство преузима Швеђанин Ернст Фаст. Фаст је водио трку и у једном тренутку је пошао у погрешном правцу. После неколико стотина метара је приметио, па се морао вратити. Кад се вратио на праву стазу његови противници су већ далеко отишли. Победио је Француз Мишел Теато. Седам тркача је завршило трку.